# Jaden Philogene
Jaden Richard Philogene-Bidace (* 8. Februar 2002 in Hammersmith, London) ist ein englischer Fußballspieler, der als Flügelspieler für den Premier-League-Verein Ipswich Town und die englische U-21-Nationalmannschaft spielt.

## Karriere

### Verein

#### Erster Stint bei Aston Villa
Philogene wurde im Januar 2018 von der Pro:Direct Academy in London in die Aston Villa-Akademie aufgenommen. Er absolvierte Probetrainings bei mehreren Vereinen der English Football League, darunter angeblich auch Brentford, bevor er sich bei Villa niederließ.
Nachdem er in der U23-Mannschaft beeindruckt und angeblich das Interesse von Barcelona, Paris Saint-Germain und Borussia Dortmund geweckt hatte, unterschrieb Philogene seinen ersten Profivertrag bei Aston Villa.
Am 19. Mai 2021 gab Philogene sein Debüt in der ersten Mannschaft und wurde als kurzfristiger Ersatzspieler bei einem 2:1-Auswärtssieg von Aston Villa gegen Tottenham Hotspur eingewechselt.

##### Leihen nach Stoke City und Cardiff City
Am 21. Januar 2022 wechselte Philogene auf Leihbasis bis zum Ende der Saison 2021/22 zum EFL-Championship-Club Stoke City. Am folgenden Tag gab Philogene sein Debüt in der EFL Championship als später Ersatzspieler bei einer 3:2-Heimniederlage gegen Fulham. Philogene hatte elf Einsätze für Stoke und erzielte ein Tor beim 3:0-Sieg gegen Swansea City am 8. Februar 2022.
Am 26. Juli 2022 wechselte Philogene auf Leihbasis bis zum Ende der Saison 2022/23 zum EFL Championship-Club Cardiff City. Er gab sein Debüt für Cardiff am 6. August 2022 als später Ersatzspieler bei einer Liganiederlage gegen Reading. Philogene erzielte am 13. August sein erstes Tor für Cardiff, das entscheidende Tor den 1:0-Sieg von Cardiff City gegen Aston Villas Erzrivalen Birmingham City sicherte.

#### Hull City
Am 1. September 2023 unterschrieb Philogene für eine nicht genannte Ablösesumme beim EFL-Championship-Verein Hull City. Sein Debüt gab er am 15. September bei einem 1:1-Heimspiel gegen Coventry City.
Am 13. Februar 2024 erzielte Philogene das Ausgleichstor beim 2:1-Sieg von Hull City gegen Rotherham United, das für den FIFA-Puskás-Preis nominiert wurde. Bei diesem Tor tunnelte Philogene den gegnerischen Verteidiger, bevor er den Ball mit einem Rabona-Tor ins Netz beförderte. Jedoch wurde das Tor aufgrund einer leichten Ablenkung vor dem Eintreffen des Balls im Netz als Eigentor gewertet.

#### Zweiter Stint bei Aston Villa
Am 19. Juli 2024 kehrte Philogene mit einem Fünfjahresvertrag zu Aston Villa zurück. Hull City hatte Anfang des Sommers eine Ablösesumme von 18 Millionen Pfund mit Ipswich Town vereinbart, was Aston Villa dazu veranlasste, in der ursprünglichen Transfervereinbarung mit Hull City eine Klausel zu erlassen, die es ihnen erlaubte, die Ablösesumme anzugleichen. Aufgrund einer ebenfalls bestehenden 30-prozentigen Weiterverkaufsklausel lag die Ablösesumme, die Aston Villa an Hull City zahlte, jedoch ungefähr 13 Millionen Pfund. Am 17. August gab er sein Debüt für den Verein als Ersatzspieler bei einem 2:1-Sieg gegen West Ham United in der Premier League.
Am 19. Oktober 2024 erhielt Philogene seine erste rote Karte bei einem 3:1-Auswärtssieg in Fulham, nachdem er in den letzten Minuten der Nachspielzeit eine zweite gelbe Karte erhalten hatte.

#### Ipswich Town
Am 15. Januar 2025 unterschrieb Philogene beim Premier-League-Aufsteiger Ipswich Town einen Vertrag mit einer Laufzeit bis zum Ende der Saison 2028/29. Es wurde eine Ablöse von 20 Millionen Pfund mit Zusatzgebühren vereinbart.

### Nationalmannschaft
Philogene wurde in England geboren und ist dominikanischer Abstammung. Im November 2020 nahm Philogene an einem Trainingslager der englischen U19-Nationalmannschaft teil und erzielte einen Hattrick als Ersatzspieler in einem inoffiziellen Spiel gegen die U23-Mannschaft von Derby County.
Philogene gab sein Debüt für die englische U20-Nationalmannschaft am 6. September 2021 bei einem 6:1-Sieg über Rumänien U-20 im St. George's Park.
Am 12. Oktober 2023 trat Philogene zum ersten Mal für die englische U21-Mannschaft an und erzielte in einem Qualifikationsspiel zur U-21-Europameisterschaft 2025 zwei Tore gegen Serbien U-21.